# Zilog Z180
Zilog Z80180 — 8-битный процессор, разработанный фирмой Hitachi как HD64180 в 1985 году. Hitachi HD64180 "Super Z80" позже был передан Zilog по лицензии и продан им как Z64180 и с некоторыми улучшениями как Zilog Z180. Большая часть программного обеспечения разработанного для Z80 могла использоваться и с Z180. Семейство процессоров Z180 привнесло большую производительность и большое количество встроенных функций, таких как генератор частоты, 16-битные счётчики/таймеры, контроллер прерываний, последовательные порты и DMA-контроллер. Интегрированный в чип модуль управления памятью (англ. MMU — memory management unit) имел возможность адресации 1 МБ памяти. 
Z180 имеет конвейерный исполнительный блок, который обрабатывает большинство инструкций за меньшее количество тактовых циклов, чем Z80. Наиболее усовершенствованная группа инструкций включает блочные инструкции; например, такие как LDIR, CPIR, INIR и OTDR. Этот тип инструкции требует 21 переходного состояния для выполнения на итерацию; на Z180 требуется 14 t-состояний.
Встроенный DMAC делает возможной передачу блочной памяти быстрее, чем инструкции LDIR / LDDR. Встроенный в кристалл генератор состояний ожидания делает возможным выборочный доступ к слишком медленному оборудованию с использованием фильтра устройств, как это сделано для «скрытой» клавиатуры TRS-80 Model 4. Встроенный ASCI позволяет реализовать дополнительные последовательные порты RS-232. 
Z180 не будет выполнять «недокументированные» инструкции Z80, особенно те, которые обращаются к индексным регистрам IX и IY как к 8-битным половинкам. ЦП Z180 обрабатывает их как недопустимые инструкции и, соответственно, выполняет ловушку недопустимых команд, перенаправляя регистр ПК на нулевой адрес.

## Семейство микропроцессоров Z180
| Chip   | Speed (MHz) | Timers | I/O              | Comm. Contr.        | Others                                                      |
| ------ | ----------- | ------ | ---------------- | ------------------- | ----------------------------------------------------------- |
| Z80180 | 6, 8, 10    | 2      | N/S              | CPU                 | 1 MB MMU, 2xDMA’s, 2xUARTs                                  |
| Z80181 | 10          | 1      | 16               | CPU                 | 1 MB MMU, 2xDMA’s, 2xUARTs                                  |
| Z80182 | 16, 33, 20  | 0      | Clock Serial, 24 | ESCC, CSIO, UART    | S180 Megacell, 2xESCC channels, 16550 MIMIC                 |
| Z80195 | 20, 33      | 4      | 7/24             | SCC, CSIO, UART     |                                                             |
| Z8L180 | 20          | 2      | Clock Serial     | CSIO, UART          | 1 MB MMU, 2xDMA’s, 2xUARTs, 3.3 V Operation                 |
| Z8L182 | 20          | 0      | Clock Serial     | ESCC, CSIO, UART    | S180 Megacell, 2xESCC channels, 16550 MIMIC, 3.3V operation |
| Z8S180 | 10, 20, 33  | 2      | Clock Serial     | UART, DMA, I2C, SPI | 1 MB MMU, 2xDMA’s, 2xUARTs                                  |